# Batrachoides liberiensis
Batrachoides liberiensis es una especie de pez del género Batrachoides, familia Batrachoididae. Fue descrita científicamente por Steindachner en 1867.
Se distribuye por el Atlántico Oriental: Senegal a Mangue Grande, Angola. La longitud total (TL) es de 46 centímetros. Habita en aguas litorales y costeras y se alimenta de peces y gambas. Puede alcanzar los 100 metros de profundidad.
Está clasificada como una especie marina inofensiva para el ser humano.